# Taram Katarko
Taram Katarko est un village de la commune de Banyo situé dans la région de l'Adamaoua et le département du Mayo-Banyo au Cameroun.

## Population
En 1967, Taram Katarko comptait 120 habitants, principalement des Wawa.
Lors du recensement de 2005, 652 personnes y ont été dénombrées.